# Jaroslav Askarov
Jaroslav Vladimirovitj Askarov, ryska: Ярослав Владимирович Аскаров, född 16 juni 2002 i Omsk, är en rysk professionell ishockeymålvakt som är kontrakterad till Nashville Predators i National Hockey League (NHL) och spelar för Milwaukee Admirals i American Hockey League (AHL).
Han har tidigare spelat för SKA Sankt Petersburg i Kontinental Hockey League (KHL); SKA-Neva i Vyssjaja chokkejnaja liga (VHL) samt SKA-Varjagi och SKA-1946 i Molodjozjnaja chokkejnaja liga (MHL).
Askarov blev draftad av Nashville Predators i första rundan i 2020 års draft som elfte spelare totalt.